# Trận Somme (1916)
Trận Somme diễn ra vào mùa hè và mùa thu năm 1916, là một trong những trận đánh lớn nhất của Chiến tranh thế giới thứ nhất. Với con số thương vong hơn 1 triệu người, đây được xem là một trong số những trận đánh đẫm máu nhất trong lịch sử loài người. Phe Hiệp ước cố gắng bẻ gãy phòng tuyến dài 40 km của quân Đức dọc sông Somme ở miền bắc nước Pháp. Một mục đích khác của trận Somme là kéo giãn lực lượng quân Đức ra khỏi trận Verdun. Tuy nhiên, khi trận Somme kết thúc, số lượng thương vong lại vượt quá cả ở Verdun. Quân Anh bị tổn thất nặng như vậy nhưng chỉ chiếm được có chút đất đai và thất bại trong việc chọc thủng phòng tuyến của quân Đức. Tuy nhiên, với Chiến dịch này liên quân Anh-Pháp đã giảm nhẹ gánh nặng cho quân Pháp ở Verdun. Chiến dịch đẫm máu này đã đặt nền tảng cho những thay đổi lớn lao của hai phe sau này, nên được xem là một trận đánh quan trọng trong suốt bề dày lịch sử thế giới.
Trong khi trận Verdun được ghi hằn trong ý thức của người Pháp trong nhiều thế hệ, trận Somme cũng có cùng một vai trò với các thế hệ người Anh. Trận đánh này được ghi nhớ nhất do ngay trong ngày mở màn trận đánh, ngày 1 tháng 7 năm 1916, quân Anh đã chịu tổn thất 57 470 thương vong, trong số đó 19 240 bị chết, là ngày đẫm máu nhất trong lịch sử quân đội Anh. Trong ngày hôm ấy, quân Đức chỉ chịu tổn thất nhẹ, quân Pháp gặt hái thành công hơn do chiến đấu với những cứ điểm yếu ớt của quân Đức, nhưng thắng lợi này không có ý nghĩa trọng đại. Sau thất bại của liên quân trong ngày đầu, Chiến dịch trở thành một trận đánh tiêu hao. Vào ngày 14 tháng 7 năm 1916, người Anh chiếm cứ phòng tuyến của quân Đức ở hướng Nam, tuy nhiên họ vẫn không thể phát huy thắng lợi và phải tiếp tục tiến công với thắng lợi nhỏ nhoi.. Và, đến tháng 9 năm 1916, trận đánh này đã ghi dấu ấn trong lịch sử như lần đầu tiên xe tăng được đưa vào chiến địa (bởi người Anh). Vào ngày 13 tháng 9 năm 1916, quân Anh gặt hái một chiến thắng, nhưng sau đó, thời tiết xấu đã buộc họ phải chấm dứt chiến dịch. Không chỉ quân đội Anh chịu tổn thất khủng khiếp mà cả các quốc gia khác cũng tương tự. Một sĩ quan quân đội Đức miêu tả trận đánh như một "phần mộ đầy bùn của quân đội Đức", cho dù tổn hại của quân Đức hãy còn đỡ hơn tổn thất của quân Anh. Quân Anh thực chất đã tiêu hủy được các binh sĩ tinh nhuệ nhất của Đức bằng Chiến dịch đẫm máu này, mà quân Đức không thể bù đắp cho thiệt hại ấy. Về cuối cuộc chiến, quân Anh rút ra nhiều bài học quý báu về chiến tranh hiện đại, và nhà sử học Anh Sir James Edmonds viết: "Không phải nói quá khi cho rằng nền tảng cho chiến thắng cuối cùng của mặt trận phía Tây dựa trên cuộc phản công ở Somme năm 1916" (It is not too much to claim that the foundations of the final victory on the Western Front were laid by the Somme offensive of 1916), dù cho quân Đức cũng rút ra bài học quý báu dẫn đến quyết định triệt thoái về phòng tuyến Hindenburg, gây khó khăn cho quân Entente trong năm 1917.
Đây cũng là lần đầu tiên, hậu phương của nước Anh được xem chứng kiến sự khủng khiếp của chiến tranh hiện đại với bộ phim tuyên truyền "Trận đánh ở Somme", sử dụng những hình ảnh thực trong ngày đầu tiên của cuộc chiến.

## Tiền đề cho trận đánh
Chiến lược của phe Đồng minh được hình thành dựa trên hội nghị ở Chantilly, từ ngày 6 tháng 12 đến 8 tháng 12 năm 1915. Theo đó, trong năm tiếp theo, các cuộc phản công đồng thời của Nga ở mặt trận phía Đông, Italia ở mặt trận phía Nam và liên minh Pháp - Anh ở mặt trận phía Tây sẽ diễn ra nhằm bao vây, dồn ép phe Liên minh trung tâm từ mọi phía.
Cuối tháng 12 năm 1915, tướng Douglas Haig thay thế tướng John French làm tổng tư lệnh lực lượng viễn chinh Anh (British Expeditionary Force) (BEF). Tướng Haig muốn có một cuộc phản công ở xứ Flanders: khu vực gần với đường tiếp liệu của quân Anh thông qua các cửa kênh và có mục đích chiến lược nhằm lái sự chú ý của người Đức khỏi khu vực Biển Bắc của nước Bỉ. Đây là nơi mà các hạm đội tàu ngầm U-boat của người Đức uy hiếp nước Anh. Tháng 1 năm 1916, tư lệnh Pháp, thống chế Joseph Joffre đồng ý để quân Anh dồn sức vào Flanders, nhưng sau những cuộc thảo luận sâu hơn vào tháng 2, quyết định đạt được là hình thành một cuộc phản công hỗn hợp ở giao điểm của lực lượng Anh và Pháp là sông Somme, ở Picardy, Pháp.
Kế hoạch cho một cuộc phản công hỗn hợp chỉ được hình thành khi quân Đức tiến hành tấn công ở trận Verdun vào ngày 21 tháng 2 năm 1916. Do người Pháp phải tập trung sức lực vào phòng thủ Verdun, khả năng của họ để trong trận Somme không còn. Do vậy, gánh nặng này chuyển sang vai người Anh. Pháp thậm chí rút lại sự đóng góp 3 sư đoàn dành cho trận mở màn của cuộc chiến (sư đoàn 10, sư đoàn số 1 thuộc địa và sư đoàn số 35 của Tập đoàn quân số 6). Do thiệt hại nặng nề ở Verdun, mục đích của cuộc phản kích của trận Somme từ giáng một đòn quyết định cho quân Đức được chuyển sang sang giảm nhẹ áp lực lên quân Pháp.
Sáu sư đoàn chính quy của quân đội Anh vào thời điểm bắt đầu của Chiến tranh thế giới thứ nhất, đã nhanh chóng biến mất trong các trận đánh vào các năm 1914 và 1915. Thành phần nòng cốt của quân Anh lúc này được hình thành từ lính tình nguyện của Lực lượng thuộc địa Anh và lực lượng bổ sung của Horatio Kitchener, được thành lập từ tháng 8 năm 1914. Phần mở rộng này yêu cầu các tướng lĩnh chỉ huy ở các cấp cao, do vậy người ta đã nhanh chóng bổ nhiệm các chức vụ mà không quan tâm đến khả năng và năng lực của sĩ quan. Tướng Haig bắt đầu cuộc chiến là một chỉ huy của Quân đoàn 1 Anh (British I Corps), được thăng cấp lên chỉ huy Tập đoàn quân số 1 Anh (British First Army) thuộc Lực lượng viễn chinh Anh (BEF), rồi chỉ huy của BEF. Lực lượng này được hình thành từ bốn (sau này là năm tập đoàn quân), gồm sáu mươi sư đoàn.
Vào giữa năm 1916, khi hiểm họa của máy bay Fokker (Fokker Scourge) của không quân hoàng gia Đức (Luftstreitkräfte) đã hết, Không quân hoàng gia Anh RFC (Royal Flying Corps) đã thành công chiếm lại được thế thượng phong trong trận Somme. Ở khu vực này, 10 phi đội của không quân Anh gồm 185 máy bay đối chọi lại với 129 máy bay của không quân Đức. Người Anh thực hiện một phương sách tấn công hiệu quả, vừa cho phép máy bay hoặc khí cầu cáp làm chuẩn hỗ trợ pháo binh, vừa khi ngăn chặn quân Đức. Cho đến tận tháng 9 năm 1916, khi người Đức sử dụng loại máy bay mới, ưu thế của người Đức mới được xác lập lại.

## Ngày đầu tiên của trận đánh
Đọc bài chính Ngày đầu tiên của trận Somme

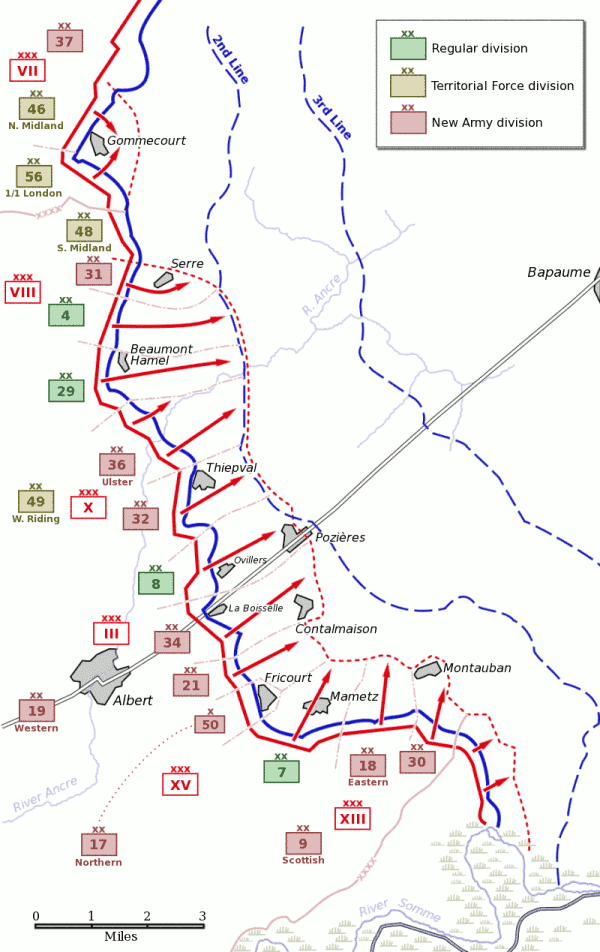
Bản đồ trận Somme ngày 1 tháng 7 năm 1916

Người Anh bắt đầu trận đánh bằng một đợt pháo kích phòng tuyến quân Đức kéo dài 5 ngày với hơn 1.700.000 quả đạn pháo. Mười quả mìn cũng được đặt xuống dưới chiến hào và các cứ điểm của phòng tuyến quân Đức. Ba quả mìn lớn nhất trong số đó sử dụng đến 21 tấn thuốc nổ cho mỗi quả.
Cuộc tấn công được thực hiện liên quân Anh – Pháp gồm 13 sư đoàn quân Anh, trong số đó gồm 11 sư đoàn thuộc Tập đoàn quân số 4, 2 sư đoàn thuộc Tập đoàn quân số 3, ở bắc sông Somme. Quân Pháp gồm 11 sư đoàn ở phần tiếp giáp và nam sông Somme. Lực lượng Đức gồm Tập đoàn quân số 2 của tướng Fritz von Below. Trục của cuộc tấn công trùng với con đường La Mã, chạy từ phía tây Albert đến phía đông bắc của Bapaume, dài 19 km (12 dặm).
Liên quân Anh-Pháp dự tính mở màn tấn công cho trận Somme là 7h30 sáng ngày 1 tháng 7 năm 1916. Tuy nhiên, không biết vì lý do gì mà mười phút trước đó, một sĩ quan lại cho kích nổ quả mình ở cứ điểm phòng thủ Hawthorn của quân Đức. Vào 7h28 sáng, tất cả các quả mình còn lại đồng loạt phát nổ, ngoại trừ quả mình ở mũi Kasino. Vào đúng giờ G, mọi thứ trở nên tĩnh lặng, pháo binh chuyển hướng tấn công vào tuyến kế tiếp của mục tiêu. Nhà thơ John Masefield kể lại:
Kim đồng hồ chỉ đúng một phần tư, suốt dọc phòng tuyến của quân Anh vang lên một tiếng còi và một tiếng thét. Những người lính của đợt thứ nhất leo lên khỏi các chiến hào, trong sư hỗn độn, tăm tối và hiện diện của cái chết, hăm hở tiến lên, vượt qua vùng đệm giữa hai chiến tuyến, mở màn cho trận sông Somme.
Lực lượng bộ binh với trang bị nặng 32 kg, được xếp thành những đợt sóng ngang, tiến bộ về phía trước. Mặt khác, nhiều đơn vị trước đó bò vượt qua vùng đệm giữa hai chiến tuyến, do vậy họ có thể tấn công ngay khi pháo binh yểm trợ ngưng bắn. Tuy nhiên, mặc dù chịu đợt pháo kích nặng nề, lực lượng phòng thủ Đức tương đối nguyên vẹn, do được bảo vệ bởi hệ thống hầm ngầm kiên cố, đã buộc lực lượng tiến công trả giá đắt.
Ở phía bắc của con đường Albert-Bapaume, việc tiến quân gần như bị phá sản từ ngoài rìa. Ở một vài vị trí, lực lượng tấn công đã thâm nhập được vào hệ thống chiến hào phòng ngự của người Đức, thậm chí là cả hệ thống yểm trợ. Tuy nhiên, quân tấn công lại quá ít để có thể đứng vững được trước những đợt phản kích của quân Đức. Do pháo binh Đức tấn công xuống vùng đệm khiến cho lực lượng tiến công không thể tăng cường lực lượng cũng như không thể rút lui.

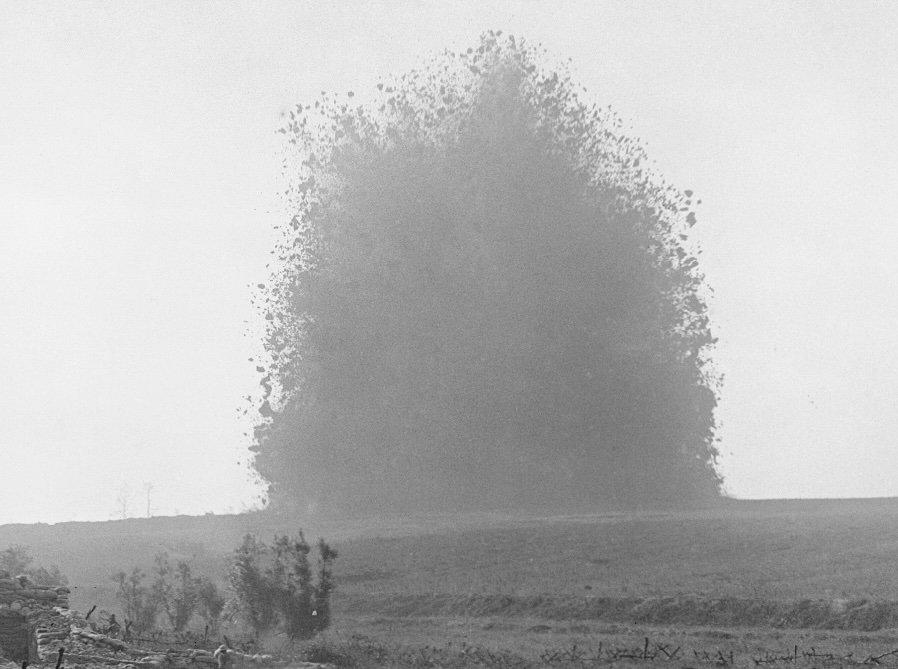
Quả mìn ở Hawthorn phát nổ, 7h20 sáng, 1 tháng 7, năm 1916

Do thông tin liên lạc hoàn toàn không đầy đủ, phần lớn các chỉ huy quân Anh không nắm được diễn biến của trận đánh. Một báo cáo sai lầm rằng sư đoàn 29 đã thành công ở Beaumont Hamel dẫn đến việc trung đoàn dự bị được yêu cầu tiến theo để hỗ trợ. Trung đoàn số 1 Newfoundland không có khả năng tiến đến các chiến hào tuyến đầu, do vậy phải sử dụng chiến hào dự trũ. Hầu hết toàn bộ trung đoàn bị giết trước khi tiến qua toàn bộ phòng tuyến. Với con số thương vong lên đến 91%, đây là trung đoàn có số thương vong tồi tệ thứ hai trong ngày. Trong số 801 người tham dự trận đánh, hơn 500 người chết, chỉ còn 68 người không bị thương. Hầu như toàn bộ thế hệ sĩ quan chỉ huy tương lai của trung đoàn bị chết. Vì nỗ lực đó, trung đoàn số 1 Newfoundland được vua George V đổi tên thành Trung đoàn hoàng gia Newfoundland
Bước tiến của quân Anh theo con đường Albert-Bapaum cũng thất bại, bất kể hai quả mìn ở La Boisselle đã phát nổ. Ở khu vực này, một bi kịch khác cho Trung đoàn Tyneside Irish của sư đoàn 34 khi họ xuất kích khoảng một dặm trước hàng rào phòng ngự của quân Đức, trong một tầm súng máy của lực lượng phòng thủ. Họ nhanh chóng bị quét sạch trước khi đến vượt tuyến chiến hào phía trước của chính mình
Ở khu vực phía nam của con đường, các sư đoàn Pháp thành công hơn. Ở đây, lực lượng Đức phòng ngự tương đối yếu. Bên cạnh đó, pháo binh Pháp, với sự vượt trội về số lượng cũng như kinh nghiệm so với người Anh, đã thành công cao độ. Tất cả các mục tiêu cho ngày thứ nhất của người Pháp từ thị trấn Montauban cho đên sông Somme đều được hoàn thành. Mặc dù nhiệm vụ của quân đoàn 20 Pháp chỉ là đóng vai trò hỗ trợ trong khu vực, nhưng trong trường hợp này, chính họ lại là những người dẫn đầu. Ở phía nam của sông Somme, các lực lượng Pháp tiến hành rất tốt, trên cả mức dự định ban đầu. Quân đoàn 1 thuộc địa xuất kích khỏi chiến hào lúc 9h30 sáng như một phần của hành động nghi binh nhằm lừa quân Đức. Hành động nghi binh này thành công đến mức, giống những các lực lượng khác của Pháp, họ tiến quân quá dễ dàng. Chỉ trong vòng một giờ, quân đoàn thuộc địa chiếm Fay, Dompierre, Becquincourt, và chiếm được một phần của đỉnh Flaucourt, thậm chí không cần đến cả quân tiếp viện. Ở bên phải của quân đoàn thuộc địa, quân đoàn 25 cũng bắt đầu tiến công vào lúc 9h30, nhưng chỉ có duy nhất một sư đoàn ở tuyến đầu và tiến quân được ít. Tuy nhiên, tất cả các mục tiêu cho ngày đầu tiên đều hoàn thành. Các chiến hào của quân Đức hoàn toàn bị tràn ngập. Người Đức hoàn toàn bị bất ngờ bởi cuộc tấn công. Quân Pháp tiến được 1.5 km ở bờ nam và 2 km ở bờ bắc
Nhìn chung, ngày đầu tiên của trận Somme là một thất bại. Đây được coi là một trong những thảm họa lớn trong lịch sử quân sự thế giới và là thảm kịch bi đát nhất trong quân sử nước Anh, với tổn hại có thể nói là kinh hoàng chưa từng thấy của quân Anh. Tổn thất của người Anh là 19.240 chết), 35.493 bị thương, 2.152 mất tích, 585 bị bắt làm tù binh. Tổng số thiệt hại là 57.470 quân, đây là số thương vong cao kỷ lục tính trong một ngày chiến đấu cho tới tận ngày nay. Số lượng sĩ quan chịu tổn thất đặc biệt nặng nề, do quân Đức đã được huấn luyện để nhận biết quân phục của họ, vốn khác biệt so với các hạ sĩ quan và binh lính. Tổn thất của phía Đức trong ngày 1 tháng 7 tương đối khó ước đoán. Người ta tính rằng, quân Đức chịu thiệt hại khoảng 8.000 lính trên trận tuyến với quân Anh, 2.000 trong số đó bị bắt làm tù binh chiến tranh. Sự chênh lệch giữa thiệt hại của Đức và Anh cao nhất là ở khu vực Ovillers với tỉ lệ là 18/1. Lực lượng tấn công là Sư đoàn 8 quân Anh chịu tổn thất đến 5.121 quân, trong khi lực lượng phòng ngự quân Đức là Trung đoàn 180 chỉ mất có 280 quân.

## Hậu quả của ngày đầu tiên
Với thiệt hại của quân Anh trước sự tàn sát của Pháo binh kết hợp với súng máy Đức, ngày đầu tiên của trận chiến được xem là một sự "mở hàng" độc đáo. Vào 22h00 ngày 1 tháng 7, trung tướng Henry Rawlinson, chỉ huy của tập đoàn quân 4 Anh, phát lệnh tiếp tục tấn công. Sự lộn xộn và kém cỏi về thông tin của hệ thống chỉ huy làm người Anh mất mấy ngày mới nhận ra mức độ thiệt hại kinh khủng. Tướng Haig chỉ định trung tướng Hubert Gough chịu trách nhiệm khu vực phía bắc, trong khi tập quan đoàn quân số 4 chịu trách nhiệm khu vực phía nam. Tướng Gough nhận ra được sự thất bại ở mặt trận của mình và ngay lập tức cấm tổ chức các trận tấn công cho đến ngày 3 tháng 7.
Người Anh cũng bỏ qua cơ hội ở phía nam của con đường Albert-Bapaume, nơi mà học đã có những thành công đầu tiên. Ở đây phòng tuyến quân Đức giữa Ovillers và Longueval có một lỗ hổng lớn trong một thời gian, điều mà sau này người ta mới biết. Vào ngày 3 tháng 7, một đơn vị trinh sát của sư đoàn 18 tiến sâu 2 dặm vào trong vùng kiểm soát của người Đức mà không gặp bất cứ một kháng cự nào. Tuy nhiên, cơ hội này đã bị bỏ lỡ bởi người Anh không có đủ lực lượng để tận dụng cũng như người Đức đã kịp thời lấp lỗ hổng đó.
Khu Mametz Wood vẫn còn trống đến ngày 3 tháng 7, tuy nhiên bị người Đức chiếm vào ngày hôm sau. Người Anh chỉ giành lại được vùng đất này cho đến ngày 10 tháng 7, trả giá đắt sau hai nỗ lực tấn công. Các vị trí khác như High Wood và Delville Wood, giành được trong ngày đầu tiên, phải đổi lại bằng một số lượng lớn sinh mạng của quân Anh cho đến khi hoàn toàn chiếm được vào tháng 8 và tháng 9.

## Trận đồi Bazentin
Xem thêm: Trận đồi Bazentin
Ngày 14 tháng 7, tập đoàn quân số 4 của quân Anh phát động một cuộc tấn công vào phòng tuyến thứ hai của quân Đức từ Somme kéo dài đến Guillemont và Ginchy  qua phía tây bắc dọc theo đỉnh của sườn núi cho đến Pozières nằm trên đường Albert – Bapaume. Mục tiêu của cuộc tấn công này là tiến công vào các làng Bazentin le Petit, Bazentin le Grand và Longueval tiếp giáp với khu rừng d'Elville và khu rừng High Wood nằm ở trên sườn núi xa hơn. Cuộc tiến công được thực hiện bởi bốn sư đoàn trên phạm vi 6.000 yard (5,5 km) lúc 3 giờ 25 phút sáng, sau trận pháo kích kéo dài 5 phút như vũ bão. Pháo binh dã chiến bắn ra vô cùng dữ dội và các đợt tấn công được đẩy vào phía sau phòng tuyến, trong những vùng đất vắng người khiến cho đội hình quân Đức chỉ có một phạm vi ngắn để vượt qua trong khi các khẩu pháo của họ được đưa ra khỏi chiến hào. Phần lớn các mục tiêu đã giành được và quân Đức phòng thủ phía nam đường Albert-Bapaume bị đặt vào trạng thái phòng thủ vô cùng nặng nề nhưng cuộc tấn công sau đó không được thực hiện do sự thất bại trong việc liên lạc của quân Anh, đi kèm với đó là con số thương vong nghiêm trọng và tình trạng thiếu tổ chức.

## Trận Pozières và trang trại Mouquet
Xem thêm: Trận Pozières
Trận Pozières bắt đầu bằng việc Sư đoàn 1 Úc (Quân đội Đế quốc Úc) thuộc Tập đoàn quân Dự bị thành công kiểm soát ngôi làng, song đây chỉ là thành công duy nhất của quân Anh trong các cuộc thất bại liên tiếp của Đồng minh trong ngày 22 và 23 tháng 7, cùng thời điểm với các cuộc tấn công kết hợp với quân Pháp xa hơn về phía nam, trở thành các cuộc tấn công riêng lẻ do thiếu thông tin liên lạc, thiếu nguồn cung cấp và thời tiết diễn biến xấu. Các cuộc pháo kích và phản công của quân Đức bắt đầu vào ngày 23 tháng 7 và tiếp diễn cho đến ngày 7 tháng 8. Cuộc giao tranh kết thúc với việc Tập đoàn quân Dự bị chiếm được cao nguyên nằm ở phía bắc và phía đông của ngôi làng, uy hiếp thành lũy Thiepval kiên cố của quân Đức từ phía sau.

## Sự xuất hiện của xe tăng

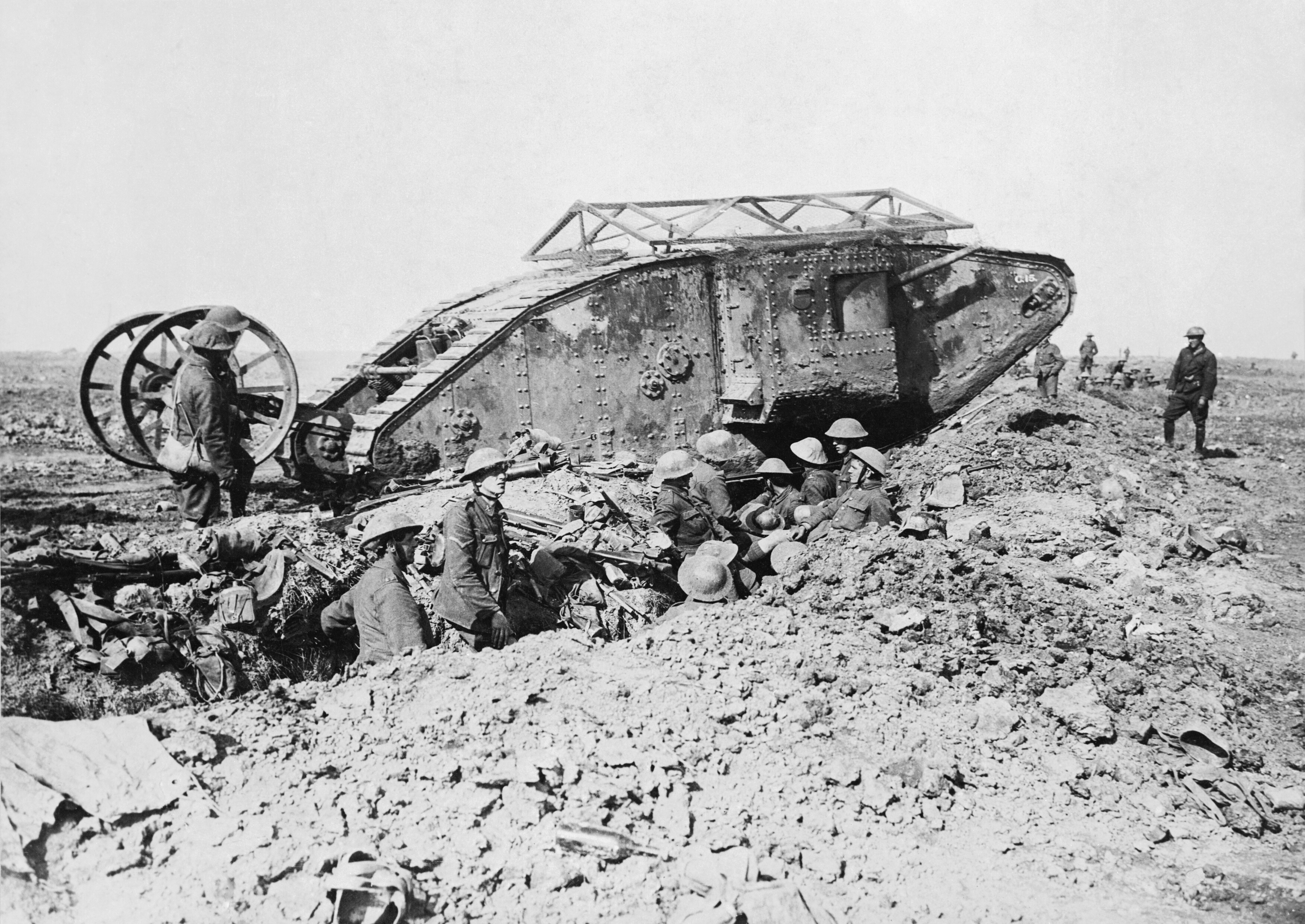
Xe tăng Mark I (đực) của Anh gần Thiepval, 25 tháng 9 năm 1916.

Dưới uy thế quá mạnh của súng máy tại các ụ phòng thủ và sự nguy hiểm của đạn pháo phá mảnh đối với bộ binh (và kỵ binh), người Anh đã đưa ra thiết kế xe tăng đầu tiên trong lịch sử.

## Giai đoạn kết thúc
Trước diễn tiến của Chiến dịch, vua George V của Anh đã viết thư gửi Sa hoàng Nikolai II của Nga như sau:
| “          | Người Pháp và chúng tôi đã có bước tiến tốt trên sông Somme và tôi hy vọng rằng điều ấy sẽ tiếp diễn. | ” |
| — George V | |   |

## Kết cuộc
Nhìn chung, Chiến dịch tấn công Somme của liên quân Anh - Pháp đã thất bại, cũng giống như Chiến dịch tấn công Verdun của quân Đức. Dù Haig đã đẩy hàng chục vạn binh sĩ lên các chiến hào và các đỉnh đồi, quân Anh đã không thể làm nên một cuộc đột phá mà người ta đã mong chờ từ lâu. Họ đã làm rung động trận tuyến quân Đức, nhưng quân Đức vẫn giữ được trận tuyến. Đối với Quân đội Anh, thất bại đắt giá ở sông Somme mở đường cho những mất mát kinh hoàng không kém của họ ở Flanders vào năm 1917. Trận Somme cũng chứng tỏ sức mạnh khủng khiếp của người Đức trong việc tung những đòn phản công hủy diệt. Song, hai chiến dịch Verdun và Somme đã chứng tỏ một kiểu chiến tranh tiêu hao mà người Đức khó thắng nổi.

## Hiệu quả chiến lược

### Thương vong
Cả hai chiến dịch Verdun và Somme đều cho thấy, dù phe cố thủ phải chịu thiệt hại nặng nề, trận tuyến đôi bên chẳng có thay đổi gì đáng kể cho lắm.
Do trải nghiệm của ông trong thảm họa Somme (với khoảng 19 nghìn binh sĩ tử vong trong ngày đầu tiên), những năm về sau John Ronald Reuel Tolkien viết kiệt tác Lord of the Rings, là câu chuyện huyền thoại cho thấy một cuộc tranh đấu giữa cái thiện và cái ác có thể thay đổi cân bằng quyền lực trên thế giới.